# Кшижево (Підляське воєводство)
Кшижево (пол. Krzyżewo) — село в Польщі, у гміні Соколи Високомазовецького повіту Підляського воєводства.
Населення — 195 осіб (2011).
У 1975-1998 роках село належало до Ломжинського воєводства.

## Демографія
Демографічна структура станом на 31 березня 2011 року:
|          | Загалом | Допрацездатний вік | Працездатний вік | Постпрацездатний вік |
| -------- | ------- | ------------------ | ---------------- | -------------------- |
| Чоловіки | 94      | 23                 | 63               | 8                    |
| Жінки    | 101     | 22                 | 61               | 18                   |
| Разом    | 195     | 45                 | 124              | 26                   |